# 19 км (зупинний пункт, Придніпровська залізниця)
19 кіломе́тр — пасажирський залізничний зупинний пункт Кримської дирекції Придніпровської залізниці.
Розташований біля села Луганське Джанкойський район АР Крим на лінії Джанкой — Армянськ між станціями Пахарівка (6 км) та Богемка (4 км).
Станом на березень 2020 року щодня дві пари електропоїздів слідують за напрямком Феодосія/Джанкой — Армянськ.